# 山本涼介
山本 涼介（やまもと りょうすけ、1995年5月15日- ）は、日本の俳優・ファッションモデル。奈良県出身。KON-RUSH所属。堀越高等学校卒業。

## 来歴
- 小学校から中学校までずっとサッカー部に所属してゴールキーパーをやっていた。子供のころの夢はプロサッカー選手であり、中学のときには奈良県の代表選手にも選ばれていた[2]。また奈良の県大会で優勝した経験もある[3]。
- 2009年、中学2年（当時14歳）の時に母が応募した三菱鉛筆「スタイルフィットボーイ・コンテスト」で、約1500人の中から優勝。自動的に「第22回ジュノン・スーパーボーイ・コンテスト」でファイナリストとなった[4]。当時の身長は183cm[5][6][7]。
- 所属事務所である研音のプロジェクトである「研音肉体改造部」のメンバーの一人であり、2012年より所属メンバーによるイベント「MEN-ON STYLE」に出演している。
- 2013年の夏、フジテレビのイベント「お台場合衆国2013」で結成された8人組ユニット「ミストマン8（エイト）」に、全国オーディションで選ばれ、オレンジ担当として参加した[8][9][10]。
- 2014年、第29回「メンズノンノモデル」オーディションに合格。2000通に迫る応募から3人が選ばれ、専属モデルとなった（『MEN'S NON-NO』2014年10月号で発表）[11]。
- 2015年10月から2016年9月まで放送された、『仮面ライダーゴースト』にて深海マコト / 仮面ライダースペクター 役でレギュラー出演[12]。
- 2020年5月9日発売の『MEN’S NON-NO』6月号で、専属モデルを卒業することが発表された[13] 。
- 2023年5月31日をもって研音グループを離籍し、株式会社KON-RUSHへ移籍[14]。

## 人物
- 趣味はフットサル。特技は書道、サッカー。
- 堀越高等学校からの友人であるSixTONESの松村北斗からは「親友」だと称される。
- スーパー戦隊シリーズや仮面ライダーシリーズは幼少期は観ていたものの、サッカーを中学に入ってから始めたため観る時間はなかったが、高校1年生で芸能界に入ってからはライダー役を演じるのが一つの目標として、勉強として観るようになったという[4]。
- キックボクシングの経験もあり、『ゴースト』ではアクションに取り入れられているが、革の衣裳であったことから足が上がりづらく、パンチを主体としたものになっている[4]。

## 出演

### テレビドラマ
- 花ざかりの君たちへ〜イケメン☆パラダイス〜2011（2011年7月10日 - 9月18日、フジテレビ） - 清荒神明 役
- 理想の息子（2012年1月14日 - 3月17日、日本テレビ）
- ゴーストママ捜査線〜僕とママの不思議な100日〜（2012年7月7日 - 9月15日、日本テレビ） - 小林元二朗 役
- ネオ・ウルトラQ 第10話（2013年3月16日、WOWOW） - 本田ユウマ 役
- 潜入探偵トカゲ（2013年4月18日 - 6月20日、TBS） - 槙原聖人 役
- ダンダリン 労働基準監督官 第3話（2013年10月16日、日本テレビ）
- あすなろ三三七拍子（2014年7月15日 - 9月9日、フジテレビ） - 園田善彦 役
- DOCTORS3 最強の名医 第4話（2014年1月29日、テレビ朝日） - 須田幹生 役
- 3つの街の物語（2015年6月7日、TBS） - 柳田 役
- 仮面ライダーシリーズ（テレビ朝日） - 深海マコト / 仮面ライダースペクター 役
  - 仮面ライダーゴースト（2015年10月4日 - 2016年9月25日）
  - 仮面ライダージオウ EP14（2018年12月9日）※友情出演[15]
- 年の瀬 恋愛ドラマ『恋するJKゾンビ』（2016年12月30日〈29日深夜〉、テレビ朝日） - 真壁匠 役[16]
- 陸王（2017年10月15日 - 12月24日、TBS） - 吉田 役
- ミューブ♪〜秘密の歌園〜 第4幕・第10幕（2018年5月8日・6月18日、名古屋テレビ） - 柄本陸 役
- インベスターZ（2018年7月13日 - 9月29日、テレビ東京） - 藤田慎司 役
- 激レアさんを連れてきた。 ドラマシアター激アツ!! ヤンキーサッカー部（2018年9月21日・28日、テレビ朝日系） - 武蔵 役
- メゾン・ド・ポリス 第4話（2019年2月1日、TBS） - 貫井秀之 役
- アガサ・クリスティ 予告殺人（2019年4月14日、テレビ朝日） - 桃畑鳩児 役
- 御曹司ボーイズ（2019年7月6日 - 8月31日、TOKYO MX） - 伊達達成 役[17]
- 同期のサクラ 第9話（2019年12月11日、日本テレビ） - コンビニの男性客 役[18]
- 相棒 season21 第5話（2022年11月9日、テレビ朝日） - 平山翔太 役[19]
- 18歳、新妻、不倫します。（2023年10月15日 - 12月18日、朝日放送テレビ・テレビ朝日） - 月瀬遥 役[20]
- アリバイ崩し承りますスペシャル（2024年4月6日、テレビ朝日） - 井田泰明 役[21]
- ただの恋愛なんかできっこない（2025年7月3日 - 、TOKYO MX） - 主演・桐谷樹 役[22]

### ウェブドラマ
- 仮面ライダーシリーズ - 深海マコト / 仮面ライダースペクター 役
  - 仮面ライダーゴースト 伝説！ライダーの魂！（2016年1月15日 - 3月25日、YouTube）
  - 仮面ライダースペクター×ブレイズ（2021年6月27日、東映特撮ファンクラブ） - 主演[注釈 1][23]
- 御曹司ボーイズ（2019年4月28日 - 6月16日、AbemaTV） - 伊達達成 役[24]
- キス×kiss×キス ～パーフェクトスキャンダル～（2022年7月1日 - 、dTV）[25]

### 映画
- 好きっていいなよ。（2014年7月12日公開） - 立川雅司 役
- 神さまの言うとおり（2014年11月15日公開） - 平良幹則 役
- サムライフ（2015年2月28日公開） - ダイスケ 役
- 仮面ライダーシリーズ - 深海マコト / 仮面ライダースペクター 役
  - 仮面ライダー×仮面ライダー ゴースト&ドライブ 超MOVIE大戦ジェネシス（2015年12月12日公開）
  - 仮面ライダー1号（2016年3月26日公開）
  - 劇場版 仮面ライダーゴースト 100の眼魂とゴースト運命の瞬間（2016年8月6日公開）
  - 仮面ライダー平成ジェネレーションズ Dr.パックマン対エグゼイド&ゴーストwithレジェンドライダー（2016年12月10日公開）
- ちょっとまて野球部!（2018年1月27日公開） - 宮田捺生 役
- 旅猫リポート（2018年10月26日公開） - 澤田幸介 役
- ニート・ニート・ニート（2018年11月23日公開） - タカシ 役
- JK☆ROCK（2019年4月6日公開） - 香月丞 役[26]
- 映画刀剣乱舞-黎明-（2023年3月31日公開） - 膝丸 役[27]

### オリジナルビデオ
- 仮面ライダーシリーズ - 深海マコト / 仮面ライダースペクター 役
  - 仮面ライダーゴースト 一休眼魂争奪!とんち勝負（バトル）!!（2015年11月28日発売）
  - てれびくん超バトルDVD 仮面ライダーゴースト 一休入魂!めざめよ!オレのとんち力!!（2015年12月26日発売）
  - 仮面ライダーゴースト アラン英雄伝（2016年 - 2017年）
  - 仮面ライダーゴースト 伝説!ライダーの魂! 最終章（2016年4月29日発売）[注釈 2]
  - てれびくん超バトルDVD 仮面ライダーゴースト 真相!英雄眼魂のひみつ!（2016年10月1日発売）
  - ゴースト RE:BIRTH 仮面ライダースペクター（2017年4月19日発売） - 主演

### 舞台
- 劇団たいしゅう小説家×空飛ぶ猫☆魂「サヨナラ誘拐犯のパーフェクト・ストーリー」（2013年2月20日 - 24日）
- 曇天に笑う（2015年2月21日 - 3月1日、天王洲 銀河劇場） - 武田楽鳥 役
- KOKAMI@network「サバイバーズ・ギルト&シェイム」（2016年11月11日 - 12月4日） - 主演[28]
- リトル・ヴォイス（2017年5月、天王洲 銀河劇場） - ビリー 役[29]
- 大きな虹のあとで〜不動四兄弟〜（2017年8月29日 - 9月3日、中野 ザ・ポケット） - 不動草太 役
- 舞台もののふシリーズ最終章 駆けはやぶさ ひと大和（2018年2月8日 - 18日、天王洲 銀河劇場 / 2月23日 - 25日、森ノ宮ピロティホール） - 沖田総司 役
- 家庭教師ヒットマンREBORN! the STAGE（2018年9月21日 - 30日、天王洲 銀河劇場 / 10月3日 - 6日、メルパルクホール大阪） - 山本武 役[30]
  - the STAGE -vs VARIA part I-（2019年6月14日 - 23日、シアター1010 / 6月27日 - 30日、柏原市民文化会館 リビエールホール）[31]
  - the STAGE -vs VARIA part II-（2020年1月6日 - 13日、天王洲 銀河劇場 / 1月17日 - 19日、梅田芸術劇場 シアター・ドラマシティ）
  - the STAGE -episode of FUTURE- 前編（2021年7月16日 - 22日、天王洲 銀河劇場 / 8月6日 - 8日、サンケイホールブリーゼ）
  - the STAGE -episode of FUTURE- 後編（2021年7月28日 - 8月1日、天王洲 銀河劇場）
- DisGOONie Presents Vol.5「PHANTOM WORDS」（2019年3月15日 - 24日、ヒューリックホール東京）
- ハイパープロジェクション演劇 「ハイキュー!!」 - 月島蛍 役
  - "飛翔"（2019年11月9日 - 12月15日、東京・大阪・宮城）
  - "最強の挑戦者（チャレンジャー）"（2020年3月21日 - 5月6日、東京・兵庫・宮城・福岡・大阪）
  - "ゴミ捨て場の決戦"（2020年10月31日 - 12月13日、東京・大阪・宮城・福岡）
  - "頂の景色・2"（2021年3月20日 - 5月9日、東京・宮城・大阪・兵庫・福岡）
- クイーンズ・スケッチ（2020年9月16日 - 24日、CBGKシブゲキ!!） - 主演・ボウイ 役
- DisGOONie Presents Vol.9「GHOST WRITER」（2021年1月22日 - 24日、COOL JAPAN PARK OSAKA WWホール / 1月29日 - 2月7日、EX THEATER ROPPONGI）
- This is a お感情博士！（2021年6月4日 - 13日、俳優座劇場） - 主演・仲村孝介 役[32]
- RUST RAIN FISH（2021年9月23日 - 10月3日、紀伊國屋サザンシアター TAKASHIMAYA / 10月15日 - 17日、COOL JAPAN PARK OSAKA TTホール） - 山本(仮) 役[33]
- 六番目の小夜子（2022年1月7日 - 16日、新国立劇場 小劇場） - 設楽正浩 役[34]
- 朗読劇「銀河鉄道の夜」（2022年2月13日 - 14日、浅草花劇場）[35]
- 舞台『弱虫ペダル』The Cadence！（2022年7月5日 - 10日、シアター1010 / 7月16日 - 18日、COOL JAPAN PARK OSAKA TTホール） - 巻島裕介 役[36]
  - 舞台『弱虫ペダル』THE DAY 1（2023年8月4日 - 13日、天王洲 銀河劇場）
  - 舞台『弱虫ペダル』THE DAY 2（2024年3月1日 - 10日、天王洲 銀河劇場）[37]
  - 舞台『弱虫ペダル』Over the sweat and tears（2024年8月31日 - 9月8日、シアターH）[38]
- 音楽朗読劇「フェルメール・ブルー」（2022年8月4日、TOKYO FM ホール） - ハン・ファン・メーヘレン 役[39]
- 最後の医者は桜を見上げて君を想う（2022年9月8日 - 11日、CBGKシブゲキ!!） - 桐子修司 役[40]
- LOSERVILLE（英語版）（2023年3月5日 - 22日、新橋演舞場 / 4月26日 - 30日、御園座） - エディ・アーチ 役[41]
- ミュージカル「The Star～悪魔と契約した男」 （2023年10月26日 - 11月5日、シアターサンモール）
- 方南ぐみ企画公演『帰ってこい! 伊賀の花嫁 その六』そうだ! We're Alive編（2024年1月17日 - 21日、俳優座劇場）[42]
- 舞台『7SEEDS〜春の章〜』（2024年12月20日 - 29日、こくみん共済 coop ホール/スペース・ゼロ） - 角又万作 役[43]
- DisGOONie Presents Vol.15 舞台『恋ひ付喪神ひら』（2025年6月6日 - 15日、シアターH） - 明智光秀 役[44]
- 朗読劇『ROOM』2025（2025年7月4日、シアターサンモール）[45]
- “Le gai mariage”『ル・ゲィ・マリアージュ〜愉快な結婚』Vol.4（2025年9月12日 - 28日〈予定〉、六本木トリコロールシアター） - ノルベール 役[46]

### バラエティ
- バイキング（2014年4月3日 - 2015年3月26日、フジテレビ） - 木曜レギュラー[47]

### CM
- 大塚製薬「オロナミンC」（2016年）
- アイカ工業（2018年）

### ゲーム
- 仮面ライダーシリーズ（バンダイナムコエンターテインメント） - 仮面ライダースペクター 役
  - 仮面ライダーバトル ガンバライジング（2015年10月31日、アーケード）
  - 仮面ライダー バトライド・ウォー 創生（2016年2月25日、PlayStation 4・PlayStation 3・PlayStation Vita）[48]
  - オール仮面ライダー ライダーレボリューション（2016年12月1日、ニンテンドー3DS）
  - 仮面ライダー クライマックスファイターズ（2017年12月7日、PlayStation 4）
  - 仮面ライダー クライマックススクランブル ジオウ（2018年11月29日、Nintendo Switch）
  - 仮面ライダーバトル ガンバレジェンズ（2023年、アーケード）

### 劇場アニメ
- 劇場版ONE PIECE STAMPEDE （2019年8月9日公開、東映） - 海賊・デサン 役[49]

### 雑誌
- MEN'S NON-NO 専属モデル（2014年9月 - 2020年5月、集英社）

### 玩具
- ゴースト RE:BIRTH 仮面ライダースペクター DXシンスペクターゴーストアイコン[注釈 3]（2017年4月19日発売） - 深海マコト 役

## 作品

### 写真集
- 山本涼介ファースト写真集「MOMENT」（2016年9月23日、東京ニュース通信社）[50]

### 参加楽曲
- ミストマン「I Missed You.」（2013年12月 限定発売）[51]